# Villares de Jadraque
Villares de Jadraque község Spanyolországban, Guadalajara tartományban. Villares de Jadraque Gascueña de Bornova, Hiendelaencina, Zarzuela de Jadraque és Bustares községekkel határos. Lakosainak száma 45 fő (2024).

## Népesség
A település népessége az utóbbi években az alábbiak szerint változott:
| Lakosok száma | 53   | 55   | 58   | 68   | 68   | 55   | 53   | 45   | 48   | 45   |
|               | 2001 | 2004 | 2006 | 2009 | 2011 | 2014 | 2016 | 2019 | 2021 | 2024 |